# Droga wojewódzka nr 364
Droga wojewódzka nr 364 (DW364) – droga wojewódzka łącząca DK3 i DK94 w Legnicy z DK30 w Gryfowie Śląskim, o długości 63 km. Rozpoczyna się na skrzyżowaniu z DK94 w Legnicy i przechodzi przez rondo Unii Europejskiej na miejskiej obwodnicy zachodniej (do 2018 roku krzyżowała się tam z DK3). Trasa prowadzi obok huty miedzi w Legnicy, a przy wyjeździe z miasta przez dwa przejazdy kolejowo-drogowe (w tym jeden z rogatką). 2 km od Legnicy droga łączy się z autostradą A4 poprzez węzeł Złotoryja. 15 km dalej przecina się z linią kolejową na przejeździe kolejowo-drogowym przed Złotoryją. Przez 5 km trasa ma wspólny przebieg z DW363 (Drogomiłowice – Bolesławiec). W Złotoryi przechodzi ona nad rzeką Kaczawa i przejazdem kolejowo-drogowym z rogatkami. W Złotoryi szlak krzyżuje się z DW328 (Kamienna Góra – Nowe Miasteczko). Poza miastem droga przebiega przez Lwówek Śląski, gdzie krzyżuje się z DW297 (Jelenia Góra – Nowa Sól). Przechodzi przez przejazd kolejowo-drogowy w Lwówku Śląskim i nad rzeką Bóbr. Droga kończy się w Gryfowie Śląskim na skrzyżowaniu z DK30 (Jelenia Góra – Jędrzychowice).

## Historia numeracji
Na przestrzeni lat trasa posiadała różne oznaczenia i kategorie:

| Numer | Kategoria                                                               | Przebieg                                                                        | Lata obowiązywania | Źródło | Uwagi |
| --- | ----------------------------------------------------------------------- | ------------------------------------------------------------------------------- | ------------------ | --- | --- |
| R 155 | Reichsstraße                                                            | Greiffenberg (Gryfów Śląski) – Löwenberg (Lwówek Śląski) – Goldberg (Złotoryja) | b.d.               | Der Große Conti-Atlas für Kraftfahrer. Deutsches Reich und Nachbargebiete 1:500000 mit den Reichsautobahnen, wyd. 18, Hannover: Kartographischer Verlag der Continental Caoutchouc-Compagnie G.m.b.H., 1938 (niem.). Brak numerów stron w książce | na mapie oznaczana jako droga drugorzędna |
| R 121 | Reichsstraße                                                            | Goldberg (Złotoryja) – Liegnitz (Legnica)                                       | b.d.               | Der Große Conti-Atlas für Kraftfahrer. Deutsches Reich und Nachbargebiete 1:500000 mit den Reichsautobahnen, wyd. 18, Hannover: Kartographischer Verlag der Continental Caoutchouc-Compagnie G.m.b.H., 1938 (niem.). Brak numerów stron w książce | na mapie oznaczana jako droga główna |
| Do 1945 roku trasa znajdowała się poza terytorium Polski. Nieznana numeracja w latach 1945 – 1952. |                                                                         |                                                                                 |                    | | |
| ? | droga państwowa / droga drugorzędna                                     | Gryfów Śląski – Lwówek Śląski – Jerzmanice-Zdrój – Złotoryja – Legnica          | 1952 – 1970        | - Mapa samochodowa Polski, Warszawa: Państwowe Przedsiębiorstwo Wydawnictw Kartograficznych, 1956. Brak numerów stron w książce - Atlas samochodowy Polski. Warszawa: Państwowe Przedsiębiorstwo Wydawnictw Kartograficznych, 1958, s. 89, 92. - Mapa samochodowa Polski 1:1 000 , Warszawa: Państwowe Przedsiębiorstwo Wydawnictw Kartograficznych, 1962. Brak numerów stron w książce - Atlas samochodowy Polski 1:500 000. Wyd. IV. Warszawa: Państwowe Przedsiębiorstwo Wydawnictw Kartograficznych, 1965, s. 89, 92. | - brak danych na temat numeracji - kategoria na podstawie materiałów źródłowych: • według mapy z 1956 r. i atlasu z 1958 r. „droga główna” z Gryfowa Śląskiego do trasy na Wrocław, dalej do Legnicy jako „droga drugorzędna” • na mapie z 1962 roku i w atlasie z 1965 r. na całej długości jako „droga drugorzędna” |
| x21 | • droga państwowa IV klasy (do 1985) • droga krajowa (od 1 X 1985)      | Gryfów Śląski – Lwówek Śląski – Jerzmanice-Zdrój – Złotoryja – Legnica          | 1970 – 1986 (?)    | Województwo wrocławskie: sieć dróg państwowych 1:300 000, 1970. | • litera x była przypisana do tablic rejestracyjnych z ówczesnego województwa wrocławskiego • kategoria na podstawie źródła • mapy i atlasy PPWK nie podają numeracji oraz przedstawiają drogę jako drugorzędną |
| 364 | • droga krajowa: 1 X 1985 – 31 XII 1998 • droga wojewódzka: od 1 I 1999 | Gryfów Śląski – Lwówek Śląski – Złotoryja – Legnica                             | od 14 II 1986      | \| Lista źródeł \| \| ---------------------------------------------------------------------------------------------------------------------------------------------------------------------------------------------------------------------------------------------------------------------------------------------------------------------------------------------------------------------------------------------------------------------------------------------------------------------------------------------------------------------------------------------------------------------------------------------------------------------------------------------------------------------------------------------------------------------------------------------------------------------------------------------------------------------------------------------------------------------------------------------------------------------------------------------------------------------------------------------------------------------------------------------------------------------------------------------------------------------------------------------------------------------------------------------------------------------------------------------------------------------------------------------------------------------------------------------------------------------------------------------------------------------------------------------------------------------------------------------------------------------------------------------------------------------------------------------------------------------------------------------------------------------------------------------------------------------------------------------------------------------------------------------------------------------------------------------------------------------------------------------------------------------------------------------------------------------------------------------------------------------------------------------------------------------------------------------------------------------------------------------------------------------------------------------------------------------------------------------- \| \| - Uchwała nr 192 Rady Ministrów z dnia 2 grudnia 1985 r. w sprawie zaliczenia dróg do kategorii dróg krajowych (M.P. z 1986 r. nr 3, poz. 16) - Polska: atlas samochodowy 1:300 000. Wyd. pierwsze. Warszawa: Polskie Przedsiębiorstwo Wydawnictw Kartograficznych, 1992. ISBN 83-7000-080-0. Brak numerów stron w książce - Polska: mapa samochodowa 1:700 000, wyd. 1, Szczecin: Wydawnictwo Kartograficzne KOMPAS, 1996–1997, ISBN 83-904373-2-5. Brak numerów stron w książce - Polska: mapa samochodowa 1:700 000, wyd. II Zmienione i poprawione, Szczecin: Wydawnictwo Kartograficzne KOMPAS, 1997–1998, ISBN 83-904373-3-3. Brak numerów stron w książce - Rozporządzenie Rady Ministrów z dnia 15 grudnia 1998 r. w sprawie ustalenia wykazu dróg krajowych i wojewódzkich (Dz.U. z 1998 r. nr 160, poz. 1071) - Polska: mapa samochodowa z podziałem administracyjnym 1:700 000, wyd. V Zmienione, poprawione i uaktualnione, Szczecin: Wydawnictwo Kartograficzne KOMPAS, 1999–2000, ISBN 83-904373-7-6. Brak numerów stron w książce - POLSKA Atlas drogowy 1:200 000. Mapy Ścienne Beata Piętka, 2000. Brak numerów stron w książce - Polska: autoatlas 1:300 000, Autoatlas opracowano dla potrzeb Polskiego Koncernu Naftowego ORLEN Spółka Akcyjna, Warszawa:: ABW Sp. z o.o., 2001, ISBN 83-915542-0-1. Brak numerów stron w książce - Polska: mapa samochodowa z podziałem administracyjnym 1:700 000, wyd. XII Zmienione, poprawione i uaktualnione, Szczecin: Wydawnictwo Kartograficzne KOMPAS, 2004–2005, ISBN 83-904373-7-6. Brak numerów stron w książce - Polska: mapa samochodowa z podziałem administracyjnym 1:700 000, wyd. XIV Zmienione, poprawione i uaktualnione, Szczecin: Wydawnictwo Kartograficzne KOMPAS, 2005–2006, ISBN 83-904373-7-6. Brak numerów stron w książce - Polska 2016: mapa samochodowa 1:700 000, wyd. XXVII, Dom Wydawniczy PWN, 2016, ISBN 978-83-7705-942-5. Brak numerów stron w książce - Atlas samochodowy Polski 1:200 000 dla profesjonalistów. Wyd. IX. Warszawa: Dom Wydawniczy PWN, 2017. ISBN 978-83-7705-978-4. Brak numerów stron w książce - Polska 2020/2021: mapa samochodowa 1:700 000, Warszawa: Grupa PWN, 2020, ISBN 978-83-65808-36-3. Brak numerów stron w książce \| | • ustawa, na mocy której trasa stała się drogą krajową weszła w życie 1 października 1985 r. • informacje dla ruchu ciężkiego |
| Lista źródeł |                                                                         |                                                                                 |                    | | |
| - Uchwała nr 192 Rady Ministrów z dnia 2 grudnia 1985 r. w sprawie zaliczenia dróg do kategorii dróg krajowych (M.P. z 1986 r. nr 3, poz. 16) - Polska: atlas samochodowy 1:300 000. Wyd. pierwsze. Warszawa: Polskie Przedsiębiorstwo Wydawnictw Kartograficznych, 1992. ISBN 83-7000-080-0. Brak numerów stron w książce - Polska: mapa samochodowa 1:700 000, wyd. 1, Szczecin: Wydawnictwo Kartograficzne KOMPAS, 1996–1997, ISBN 83-904373-2-5. Brak numerów stron w książce - Polska: mapa samochodowa 1:700 000, wyd. II Zmienione i poprawione, Szczecin: Wydawnictwo Kartograficzne KOMPAS, 1997–1998, ISBN 83-904373-3-3. Brak numerów stron w książce - Rozporządzenie Rady Ministrów z dnia 15 grudnia 1998 r. w sprawie ustalenia wykazu dróg krajowych i wojewódzkich (Dz.U. z 1998 r. nr 160, poz. 1071) - Polska: mapa samochodowa z podziałem administracyjnym 1:700 000, wyd. V Zmienione, poprawione i uaktualnione, Szczecin: Wydawnictwo Kartograficzne KOMPAS, 1999–2000, ISBN 83-904373-7-6. Brak numerów stron w książce - POLSKA Atlas drogowy 1:200 000. Mapy Ścienne Beata Piętka, 2000. Brak numerów stron w książce - Polska: autoatlas 1:300 000, Autoatlas opracowano dla potrzeb Polskiego Koncernu Naftowego ORLEN Spółka Akcyjna, Warszawa:: ABW Sp. z o.o., 2001, ISBN 83-915542-0-1. Brak numerów stron w książce - Polska: mapa samochodowa z podziałem administracyjnym 1:700 000, wyd. XII Zmienione, poprawione i uaktualnione, Szczecin: Wydawnictwo Kartograficzne KOMPAS, 2004–2005, ISBN 83-904373-7-6. Brak numerów stron w książce - Polska: mapa samochodowa z podziałem administracyjnym 1:700 000, wyd. XIV Zmienione, poprawione i uaktualnione, Szczecin: Wydawnictwo Kartograficzne KOMPAS, 2005–2006, ISBN 83-904373-7-6. Brak numerów stron w książce - Polska 2016: mapa samochodowa 1:700 000, wyd. XXVII, Dom Wydawniczy PWN, 2016, ISBN 978-83-7705-942-5. Brak numerów stron w książce - Atlas samochodowy Polski 1:200 000 dla profesjonalistów. Wyd. IX. Warszawa: Dom Wydawniczy PWN, 2017. ISBN 978-83-7705-978-4. Brak numerów stron w książce - Polska 2020/2021: mapa samochodowa 1:700 000, Warszawa: Grupa PWN, 2020, ISBN 978-83-65808-36-3. Brak numerów stron w książce |                                                                         |                                                                                 |                    | | |

## Dopuszczalny nacisk na oś
Od 13 marca 2021 roku na całej długości drogi dozwolony jest ruch pojazdów o nacisku pojedynczej osi napędowej do 11,5 tony z wyjątkiem określonych miejsc oznaczonych znakiem zakazu B-19.

### Do 13 marca 2021 r.
W latach 2012–2021 po drodze mogły poruszać się pojazdy o dopuszczalnym nacisku na pojedynczą oś do 8 ton, wcześniej do 10 ton.

## Miejscowości leżące przy trasie DW364
- Legnica (A4, DK3, DK94)
- Złotoryja (DW328, DW363)
- Jerzmanice-Zdrój
- Pielgrzymka
- Czaple
- Bielanka
- Lwówek Śląski (DW297)
- Płóczki Dolne
- Gradówek
- Ubocze
- Gryfów Śląski (DK30, DW360)